# Schloss Liebieg

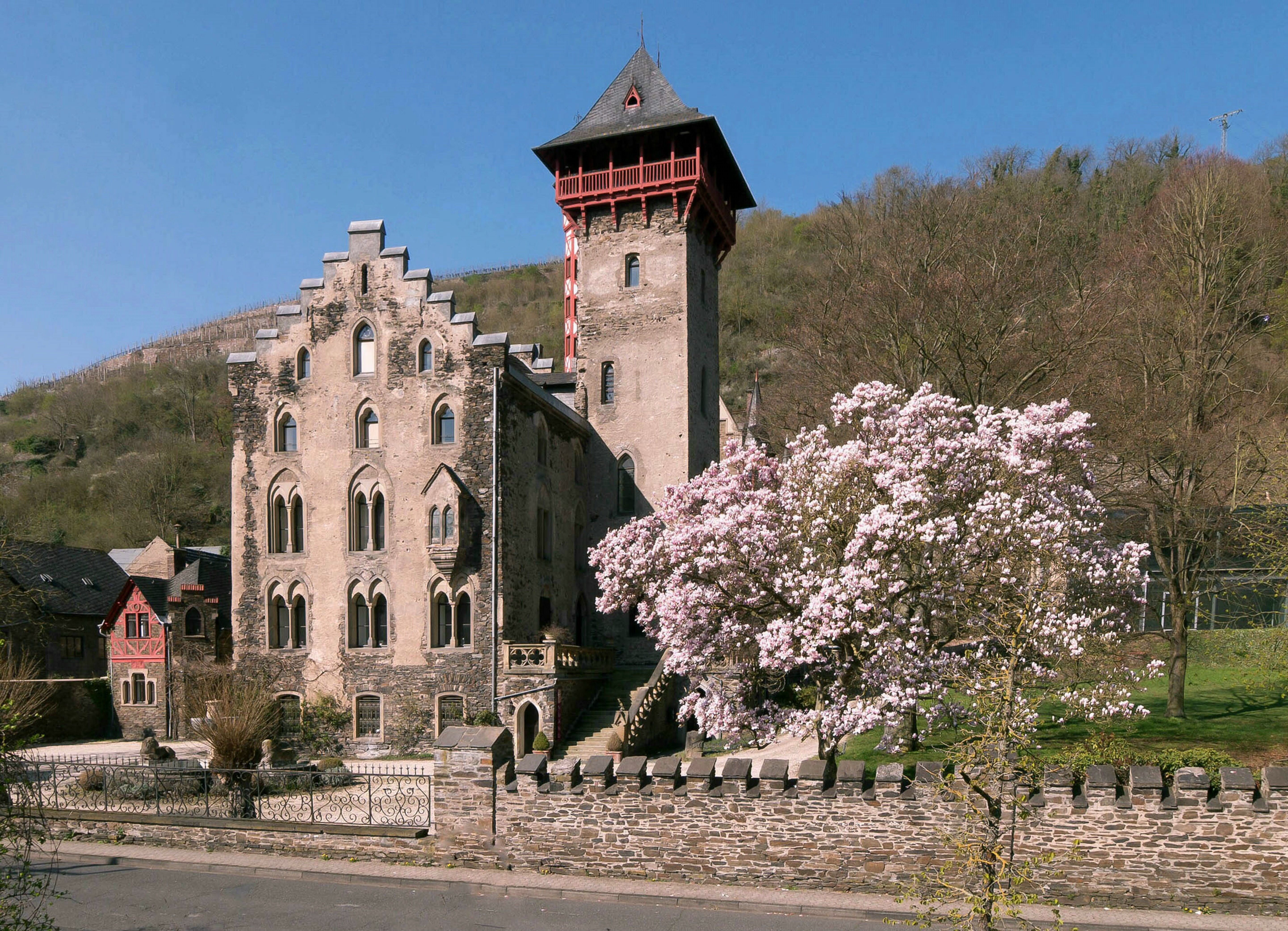
Schloss Liebieg, Ansicht zur Mosel.

Theodor von Liebieg, von dem das Schloss seinen heutigen Namen hat

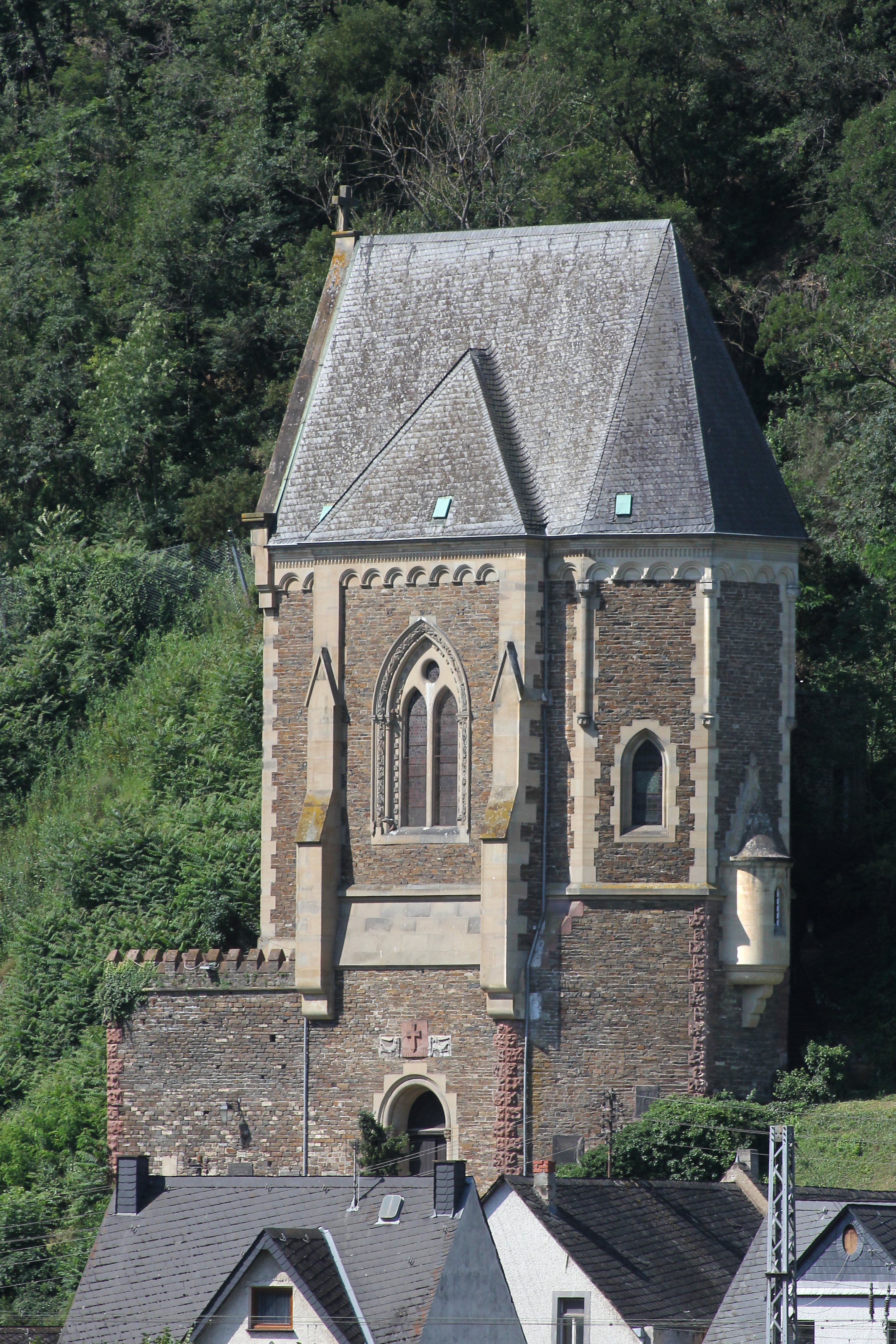
Zum Schloss gehörende Kapelle

Als Schloss Liebieg (auch Schloss Liebig) wird seit Ende des 19. Jahrhunderts die Niederburg im rheinland-pfälzischen Gondorf an der Mosel bezeichnet. Das Schloss ist nach dem Denkmalschutzgesetz (DSchG) ein geschütztes Kulturdenkmal und in der Denkmalliste des Landes Rheinland-Pfalz eingetragen.

## Geschichte
Der Ritter Marsilius von Gondorf, Schultheiß in Trier und Münstermaifeld, ließ vermutlich zwischen 1255 und 1272 eine Burg am Ort des heutigen Schlosses errichten. Marsilius aus dem Koblenzer Patriziergeschlecht von der Arken erwarb die Anlage 1322/36. In der Zeit von 1493 bis 1762 war die Eifeler Adelsfamilie Muhl von Ulmen Besitzerin der Burg, bevor sie an die Herren von Hees vererbt wurde.
Nach der Verstaatlichung der Burgruine Ende des 18. Jahrhunderts durch die französische Verwaltung, gelangte die Anlage über den Versteigerungsweg an den Koblenzer Kaufmann Haßlacher und 1830 an den Koblenzer Bankier Simon Clemens. Johann Peter Clemens ließ sie sich 1859/60 von dem Kölner Architekten Vincenz Statz zu einem neugotischen Landsitz umbauen. Um 1900 wurde von der Familie von Liebieg ein neuromanischer Anbau hinzugefügt.
Johann Peter Clemens’ Tochter Angelika hatte 1879 den aus Reichenberg in Böhmen stammenden Freiherrn und Reichsrat Theodor von Liebieg geheiratet. Durch sie kam die sogenannte Niederburg an die Familie von Liebieg und erhielt später deren Namen. Ende des 19. Jahrhunderts, unter der Leitung von Theodors jüngerem Bruder Heinrich, war das Unternehmen von unter anderem Textil-, Porzellan-, Chemie- und Maschinenbaufabriken das größte der habsburgischen Donaumonarchie. Die 1868 geadelten Liebiegs gehörten zu den sehr reichen Familien Europas und sind als Kunstsammler und Mäzene (siehe auch Liebieghaus in Frankfurt am Main) bekannt geworden. Zusammen mit seiner Frau Angelika war Theodor Förderer und Mitglied des Rheinischen Geschichtsvereins, einer Gesellschaft des rheinischen Adels und Besitzbürgertums zur Stärkung der rheinischen Identität im preußisch dominierten Rheinland.
Angelika von Liebieg war eine engagierte Amateurarchäologin und Sammlerin von Kunstwerken des Mittelalters. Große Teile ihrer im Schloss untergebrachten Sammlung von Ausgrabungsfunden (1878/90 wurden im Schlosspark etwa 1400 Gräber der römisch-germanischen Mischbevölkerung aus der Zeit der Völkerwanderung und dem frühen Mittelalter freigelegt) und Kunstwerken (Kunsthandwerk, Skulpturen, Glasgemälde) des 13. bis 18. Jahrhunderts wurden ab den 1930er Jahren verkauft, unter anderem an das Hessische Landesmuseum Darmstadt. Letzte Stücke der Sammlung und Inneneinrichtung gelangten 1972 in den Kunst- und Antiquitätenhandel. Nach dem wirtschaftlichen Niedergang der Familie von Liebieg, besonders durch die Enteignung ihrer Besitzungen in der ehemaligen Tschechoslowakei, war das Schloss wechselnden Verwendungen unterworfen.
Seit Anfang der 1990er Jahre ist die Anlage in Privatbesitz und wird für Veranstaltungen sowie die Präsentation von Antiquitäten, modernen Möbeln und Kunst genutzt.
Die im Park 1892 entstandene neugotische Kapelle diente ursprünglich als Grablege der Familie von Liebieg. Der neue Eigentümer beantragte 2006 die Genehmigung, das Bauwerk abreißen zu dürfen, weil die Sanierungskosten den Ertragswert des Grundstücks um ein Mehrfaches überstiegen. Verwaltungsgericht Koblenz und Oberverwaltungsgericht Koblenz untersagten den Abriss, woraufhin der Eigentümer beim Bundesverfassungsgericht Beschwerde einlegte. 2010 entschied das Bundesverfassungsgericht, dass die Untersagung des Abrisses der eigentumsrechtlich ausgegliederten Schlosskapelle aus Gründen des Denkmalschutzes rechtmäßig sei. 2019 wechselte erneut der Eigentümer des Schlosses.

## Bauentwicklung

Schloss Liebieg (rechts) als Ruine vor dem Wiederaufbau; Ausschnitt aus einer Reisebuch-Illustration, um 1830

Das Aussehen des mittelalterlichen Anwesens vor der Umgestaltung in den Jahren 1859/60 ist unter anderem anhand einer 1841 angefertigten Zeichnung des Archivars Leopold von Eltester überliefert.
Danach hatte die zur Mosel zugewandte Seite über einem Keller ein dreigeschossiges Hauptgebäude. Unmittelbar daran schloss sich ein schmaler, quadratischer Turm an, der beim Umbau 1859/60 ein mit einem Walmdach versehenes Obergeschoss sowie eine Galerie erhielt.